# Hypanartia dione
Hypanartia dione es una especie de mariposa de la familia Nymphalidae. Se distribuye desde México hasta el norte de Argentina en bosques nublados entre los 1000 y los 3000 metros de altitud.
Se reconocen tres subespecies:
- H. d. dione (Latreille, 1813) - En ambas laderas de los Andes de Venezuela a Ecuador; y hacia el sur, en la solo en la vertiente oriental de los Andes hasta al norte de Argentina.
- H. d. arcaei (Salvin, 1871) - Panamá y Costa Rica.
- H. d. disjuncta Willmott, Hall & Lamas, 2001 - México, Honduras y Guatemala.